# 壮快 (雑誌)
壮快（そうかい）は、株式会社ブティック社が発行する中高年向けの隔月刊健康雑誌。奇数月16日発売。A4判変型（無線とじ）。2023年4月号までは株式会社マイヘルス社・株式会社マキノ出版が月刊で発行していた。
姉妹誌に、『安心』『ゆほびか』がある。

## 歴史
1974年9月に創刊。創刊時の編集部員には蒲谷茂など。
2016年5月号をもって、創刊500号を迎えた。
旧発売元のマキノ出版が民事再生法適用を申請した事に伴い、2023年5月号の発売が不可能となった。マキノ出版は2023年5月10日、ブティック社との間で資産譲渡契約を締結。2023年7月14日発売の2023年8月夏号から、ブティック社から隔月刊として発行を再開した。なお、姉妹誌である『安心』も、2023年8月16日発売の2023年9月秋号から、ブティック社から偶数月16日発売の隔月刊として発行を再開する予定である。

## 内容
「困ったときにすぐに役立つ」健康情報誌。確かな医学知識をベースにした健康実益情報を紹介。主な読者層は、50～70代の男女。
人気テーマは、糖尿病の自力療法、脊柱管狭窄症の克服法、高血圧を自力で下げる極意、見るだけで目が良くなる写真、耳鳴り・難聴・めまいの撃退法など。
最近のヒット企画は、食べる甘酒、オクラ水、酢キャベツ、こうじ水、腸を元気にする極意、足の指回しなど。